# Jake Delaney
Jake Delaney (* 14. Mai 1997 in Sydney, New South Wales) ist ein australischer Tennisspieler.

## Karriere
Delaney spielte bis 2015 auf der ITF Junior Tour. Dort konnte er mit Rang 36 seine höchste Notierung in der Jugend-Rangliste erreichen. Sein bestes Ergebnis bei Grand-Slam-Turnieren war das Achtelfinale in Melbourne 2015 im Einzel. Beim selben Turnier konnte er an der Seite von Marc Polmans im Doppel den Titel gewinnen. Sie schlugen im Finale Hubert Hurkacz und Alex Molčan in drei Sätzen. Bei den anderen Grand-Slam-Turnieren war Delaney nicht erfolgreich.
Bei den Profis spielte Delaney ab 2016 regelmäßiger. Er beschränkte sich dabei auf Turniere in Australien oder im Osten und Südosten von Asien. Im Einzel erreichte er 2016 und 2017 auf der drittklassigen ITF Future Tour mit dem Halbfinale sein bestes Resultat. Platz 768 im Jahr 2017 war seine beste Einzel-Platzierung der Weltrangliste. Im Doppel zog der Australier in Canberra 2016 das erste und einzige Mal in ein Challenger-Halbfinale. Dadurch und durch passable Ergebnisse bei Futures kam er bis auf Platz 554 im Doppel in diesem Jahr, sein Karrierehoch. Die einzigen Titel gewann er 2019 und 2022 jeweils bei Futures im Doppel. Dennoch wird er die meiste Zeit außerhalb der Top 1000 geführt.